# Cornel Schwarz
 Cornel Schwarz (13 de junio de 1813, Saalfelden am Steinernen Meer - 24 de junio de 1860, Salzburgo) fue un médico y briólogo austríaco.

## Algunas publicaciones
- 1858. Der Untersberg, ein Beitrag zur Moosflora Salzburgs, en Verhandlungen. der k. k. zoologisch-botanischen Gesellschaft in Wien, 8

- 1793. Stoffe Einer Öffentlichen Prüfvng Aus Den Gegenständen Des Ersten Jahres Eines Philosophischen Cursus Zv Salzburg (Material de examen público de los objetos del primer año de Curso de Filosofía en Salzburgo). Ed. Duyle, 50 pp.

## Honores

### Eponimia
- (Cupressaceae) Callitris schwarzii Marloth[1]